# Hardwick (Vermont)
Hardwick – miasto w Stanach Zjednoczonych, w stanie Vermont, w hrabstwie Caledonia.